# Jmelnitski
Jmelnitski (en ucraniano: Хмельницький; TR: Jmelnýtskyi [ˈxmɪlʲnɪtskɪi]ⓘ), tradicionalmente conocida en español como Proskúrov, es una ciudad de importancia regional en Ucrania, con una población de 274 176 habitantes. Está localizada a orillas del río Bug Meridional en la región occidental de Ucrania. Es el centro administrativo de la óblast de Jmelnitski y es una de las ciudades industriales más importantes de Ucrania, ya que después del accidente de Chernóbil, se construyó una nueva central nuclear en la ciudad que aporta energía a todo el país.

## Etimología
Jmelnitski ha tenido diversos nombres en diversos idiomas, debido a que ha estado en distintos estados a lo largo de la historia; el primer nombre que tuvo la ciudad fue Ploskyriv o Ploskyrivtsi, nombre en ruteno (ucraniano antiguo). Más tarde, en 1349, con la ocupación de la dinastía jagellón la ciudad tomó su nombre en polaco: Ploskirów o Ploskirov. En 1795, con la ocupación del Imperio ruso la ciudad fue conocida por su nombre en ruso, Proskúrov. Su nombre más ajustado con la historia de Ucrania es en el idioma ucraniano: Proskúriv, que se usó durante la existencia del Hetmanato cosaco en 1650 y tras la revolución ucraniana entre 1917 y 1953. En 1954, con motivo del 300.º aniversario del Tratado de Pereyáslav, Proskúriv fue renombrada a Jmelnitski en honor al hetman Bogdán Jmelnitski.

## Historia
| Pertenencias históricas |
| --- |
| - Fundación: Fecha desconocida - Rus de Kiev: ? - Reino de Rutenia: ? - Dinastía Jagellón: 1349-1569 - República de las dos naciones: 1569-1672 - Imperio Otomano: 1672-1699 - República de las dos naciones: 1699-1795 - Imperio ruso: 1795-1917 - Ucrania: 1917-1921 - RSS de Ucrania: 1921-1941 - Alemania nazi: 1941-1944 - RSS de Ucrania: 1944-1991 - Ucrania: desde 1991 |

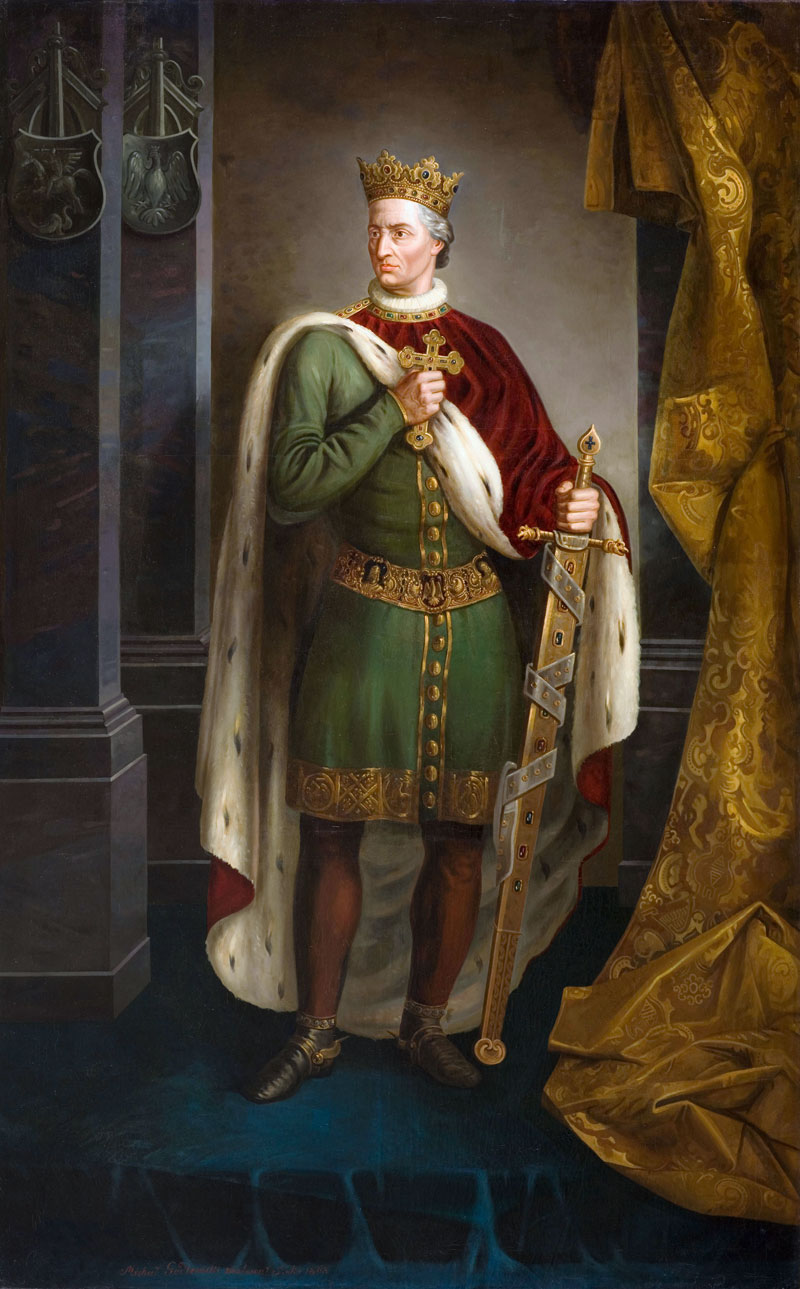
Vladislav II Jagellón

El territorio donde se encuentra Jmelnitski está habitado desde la antigüedad, esto se sabe debido a que se ha encontrado muchos restos arqueológicos en las cercanías de la ciudad, en particular, al este del microdistrito de Lezneve, un asentamiento con materiales de la Edad de bronce de alrededor del 2000 a. C. y de la época los escitas entre los siglos VII y III a. C. al norte de la ciudad. En el barrio de Ozerna se ha encontrado un asentamiento con materiales de varias capas del milenio de la Edad de Hierro, en el barrio Dubove un asentamiento de la época escita entre los siglos VII y III a. C., en los barrios de Grechany y Ozerna un asentamiento de la cultura Chernyajiv del siglo III y IV. Los montículos de la época escita se han conservado hasta el día de hoy, uno en el microdistrito Vystavka y dos al sureste del microdistrito Rakove.
La ciudad de Jmelnitski tiene una larga historia y su origen se remonta a un pequeño asentamiento llamado Ploskyriv o Ploskyrivtsi, cuya fecha de fundación se desconoce. La primera mención confiable de Ploskyriv está constatado en el estatus que se le otorgó por el Gran Duque de Lituania y Rey de Polonia Vladislav I Jagellón en 1431 durante la guerra con otro aspirante al trono del Gran Ducado: Svydrygail Olherdovych. Según el registro; el 10 de febrero de 1431, realizado en Sopot, Vladislav le conecedió a Jan Chanstulovsky el derecho a poseer las aldeas de Holysyn y Ploskyriv por 100 grivnas.

«… super villis Holissin et Ploskir о wcze super fluvio Boh iacentu in terra Podoliensi et districtum Latichoviensi sitas»

### Dinastía Jagellón, Mancomunidad e Imperio Otomano
Durante el reinado de Władysław III Varnenczyk entre 1434 y 1444, se hizo una nueva mención al derecho de propiedad de Jmelnitski, que ya por entonces pasó de llamarse Ploskyriv, su nombre en ucraniano antiguo, a Ploskirów, su nombre en polaco.

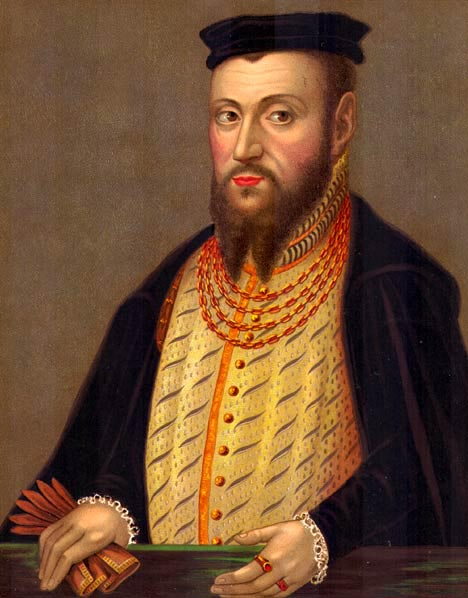
Sigismundo II Augusto Jagellón

El 26 de marzo de 1547, el rey Segismundo II de Polonia entregó Ploskyriv a Maciej Wlodek, un anciano de Kamenets, que prestó considerable atención al fortalecimiento de las fortificaciones existentes y la construcción de nuevas en las tierras bajo su control. Ploskirow fue identificado por él como un importante punto estratégico, la exitosa ubicación geográfica de Ploskirow fue de gran importancia para su posterior desarrollo y la construcción de fortificaciones de fortalezas, que en ese momento fueron la base para la supervivencia de la población durante los ataques de los tártaros.
La presencia del fortaleza contribuyó a la transformación de Ploskirow en un asentamiento urbano. En 1566, gracias a los esfuerzos de Maciej Wlodek, a Ploskirow se le concedió el derecho de Magdeburgo.
Durante la Guerra de Liberación del pueblo ucraniano en 1648-1654, bajo el liderazgo de Bogdán Jmelnitski, Ploskyriv y sus alrededores se encontraron repetidamente en el centro de la oposición de las tropas cosacas y polacas. La ciudad pasó repetidamente de mano en mano de las partes contrarias, mientras sufría grandes daños tanto de las tropas polacas como de las unidades cosacas e insurgentes, como resultado de lo cual la ciudad quedó completamente devastada.
En 1672, Ploskyriv fue ocupada por el Imperio otomano. Ploskiriv se convirtió en el centro de una nahiya separada, que estaba subordinada al eyaleto de Podolia.
En 1699 los turcos abandonaron la región de Podolia. Ploskirow volvió a integrarse a la república de las dos naciones, aunque la zona antigua de Ploskirow fue completamente devastada. La familia Zamoyski reubicó a los campesinos de la Mazovia polaca y el Distrito de los Lagos de Masuria, de esta forma en Ploskirow y las aldeas circundantes (Grechana, Zarichchya, Sharovechka) aparecieron los masuros, cuyos descendientes formaron la base de la población católica de esta región.

### Fortaleza de Ploskyriv

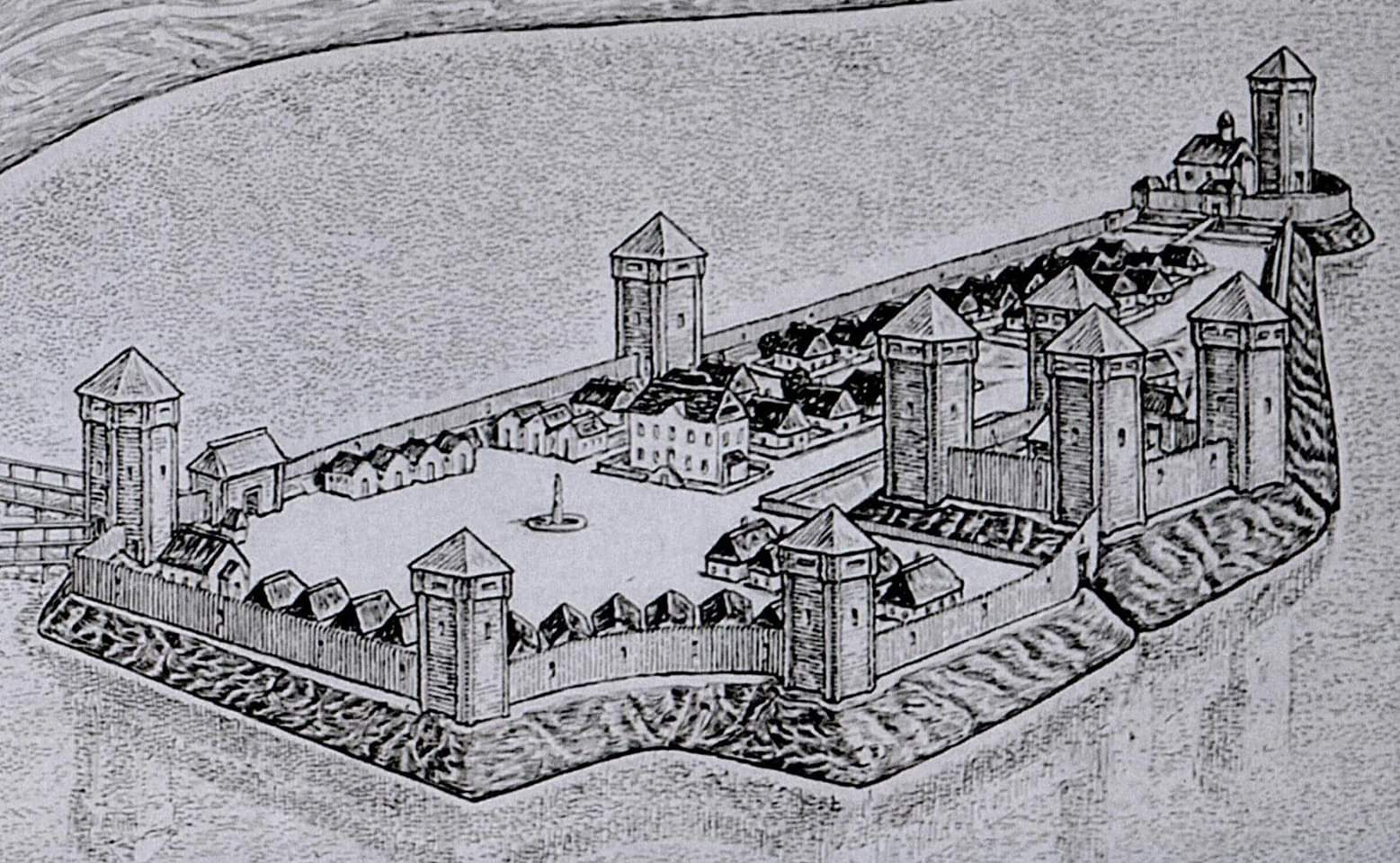
Reconstrucción gráfica de la fortaleza de Ploskyriv a mediados del

Jmelnitski contaba con una fortaleza ubicada en una isla entre los ríos Ploska y Bug; se desconoce cuándo la fortaleza fue construida y se desconoce también cómo o en qué momento fue destruida. Se sabe que entre los siglos XVI y XVII la fortaleza estaba hecha de madera, las torres de ladrillos fueron diseñadas por el arquitecto italiano Bernardo Morando. Morando contaba con el mismo estilo arquitectónico que el resto de arquitectos de la época, por lo que se ha deducido que aspecto podía tener la fortaleza tomando como ejemplo la fortaleza polaca de Zamosc que sigue en pie en la actualidad. La fortaleza se cree que no fue tan grande como la de Zamosc pero sí se sabe que era una fortaleza destacada, debido a un mapa realizado a mediados del siglo XVII por Guillaume Levasseur de Beauplan, en este mapa se marco a Ploskirov como «Urbs munita», es decir, una ciudad con fortificaciones.
La construcción de las fortificaciones de Jmelnitski comenzaron en 1589 y probablemente se completaron sólo a principios del siglo XVII. Así, por ejemplo, el embajador del emperador austríaco Erich Lyasota, que pasó por Jmelnitski en 1594, no los menciona en su breve descripción de la ciudad. Pero el viajero frisón Ulrich von Werdum a principios de la década de 1670 ya escribió que en Jmelnitski, en medio del lago, había una «isla cuadrangular» que estaba rodeada de murallas y vallas en la que se erigía en un fortaleza local. Desafortunadamente, las fortificaciones y la fortaleza no han sobrevivido. Tras varias destrucciones durante guerras hasta principios del siglo XIX no queda rastro de las fortificaciones. En el mapa de la ciudad de 1800 no se puede apreciar la fortaleza en absoluto, y de los antiguos baluartes solo están marcados los restos de las murallas. Además, el nombre de la parte histórica de la ciudad, Zavallya, recuerda la existencia de fortificaciones urbanas en el pasado. El fortaleza de ladrillo estaba ubicada aproximadamente en la plaza de la calle Weiser, este fortaleza estaba rodeado por un canal con agua.

### Imperio ruso
El 5 de julio de 1795, la provincia de Podolsk se incorporó como parte del Imperio Ruso, y uno de sus condados se conoció como Proskurivsky con su centro en la ciudad de Proskurov. Fue en este decreto imperial sobre el establecimiento de la provincia donde apareció por primera vez el nombre Proskuriv. En 1806, había 487 casas en Proskurov, de las cuales solo una era de piedra, 68 tiendas de madera, 2 molinos, una iglesia greco-rusa, una capilla católica y dos escuelas judías. Las subastas se llevaban a cabo semanalmente, los viernes y domingos, el número de ferias aumentó a 14 por año y la población de la ciudad era de 2022 habitantes. En 1870 se puso en funcionamiento la línea ferroviaria Zhmerynka-Proskuriv-Volochysk, se construyeron una estación de tren en las afueras orientales de la ciudad.
La construcción del ferrocarril contribuyó al desarrollo intensivo de la ciudad. Entre los siglos XIX y XX, se pusieron en funcionamiento grandes empresas industriales (fábricas de tabaco, azúcar, fundición de hierro, ladrillos, cervecería), se construyen viviendas, comercios, tiendas, se colocan adoquines, se abrieron nuevas instituciones educativas (escuela real y gimnasio de mujeres, escuela comercial), el teatro de Jmelnitski en 1892, una biblioteca en 1901, se instaló una red telefónica en 1909 y apareció la electricidad en 1911. La población de la ciudad creció casi 5 veces y en 1909 era de 36 000 habitantes. Es durante este período que se determina la dirección principal en el desarrollo económico de la ciudad: a principios del siglo XX, Proskurov se convirtió en el centro comercial más grande de la provincia de Podolsk con una facturación comercial anual de 5,5 millones de rublos. Solo desde la estación de tren de la ciudad se enviaron anualmente 3,1 millones de poods de carga, y llegaron 6,9 millones de poods. Las instituciones comerciales y crediticias de la ciudad servían a una gran región. Proskurov desempeñó un papel especialmente importante en el comercio de exportación de cereales.
El segundo factor que contribuyó al rápido desarrollo de la ciudad fue la ubicación de las unidades militares en Proskurov y la creación de una gran guarnición militar, lo que se debió a la ventajosa ubicación estratégica de la ciudad cerca de la frontera estatal. Desde 1875, el 46° Regimiento de Infantería Dnieper estuvo estacionado en Proskurov, desde 1889, el 35° Regimiento Dragoon (Uhlan) Belgorod, desde 1894 la 12° Brigada de Artillería y la 19° Brigada de Artillería de Caballería. A principios del siglo XX Proskurov se convirtió en el cuartel general de las 12 Divisiones de Caballería y 12 de Infantería, que incluían los regimientos antes mencionados. Se construyeron dos ciudades militares en Proskurov para desplegar unidades militares.
Con el comienzo de la Primera Guerra Mundial en agosto de 1914 Proskurov se convirtió en una ciudad de primera línea. En este momento, muchos comandantes conocidos del ejército ruso visitaron la ciudad, incluido el comandante del 8.º Ejército del Frente Suroccidental, el general Alexéi Brusílov.
Con la presencia de un gran número de militares en la ciudad hubo muchos problemas económicos y sociales. Para estabilizar la situación financiera, el entonces alcalde recurrió a la introducción de sus propios billetes. En un lado del proyecto de ley estaba la firma del director del Banco Ciudad Proskurov, en el otro, Mykola Sikora. Todos los billetes tenían la firma personal del alcalde y la inscripción «Proskurov City Bank debe canjear vales por dinero público sin limitar el monto». Estos billetes estuvieron en circulación entre 1918 y 1920 y ayudaron a reducir la carga de la devaluación del dinero público que cayó sobre los residentes de la ciudad durante un período bastante difícil.

### Revolución ucraniana y ocupación bolchevique
Durante la Guerra de Independencia de Ucrania entre 1917 y 1921, Jmelnitski desempeñó el papel de un importante bastión de la República Popular de Ucrania, de hecho fue su capital provisional durante la ocupación de Kiev, y entre 1919 y 1920 estuvo en el centro de los eventos pro-ucranianos. El Gobierno de la República Popular de Ucrania y el Directorio visitaron la ciudad en tres ocasiones. En 1919, como soldado del ejército de la UPR, el futuro escritor y poeta Volodymyr Sosyura permaneció en la ciudad durante algún tiempo, mencionandose en la novela La tercera compañía.
En febrero de 1919, tuvo lugar el pogromo de Proskuriv, conocido como quizás el mayor pogromo judío durante la guerra entre Ucrania y la Unión Soviética.
En los primeros años del gobierno soviético (en 1923) Proskuriv se convirtió en un centro de distrito. La ciudad albergaba el cuartel general y las unidades relacionadas del 1.er Cuerpo de Caballería de los Cosacos Rojos, que incluía la 1.ª División de los Cosacos Rojos de Zaporizhia y la 2.ª División de Chernígov de los Cosacos Rojos. Durante el Holodomor soviético de 1932-1933, murieron al menos 786 residentes de la ciudad, incluidos unos 120 en Grechany. En septiembre de 1938, un equipo de filmación dirigido por el clásico del cine ucraniano Oleksandr Dovzhenko trabajó en la ciudad, que filmó episodios de la película Shchors aquí.

### Segunda Guerra Mundial

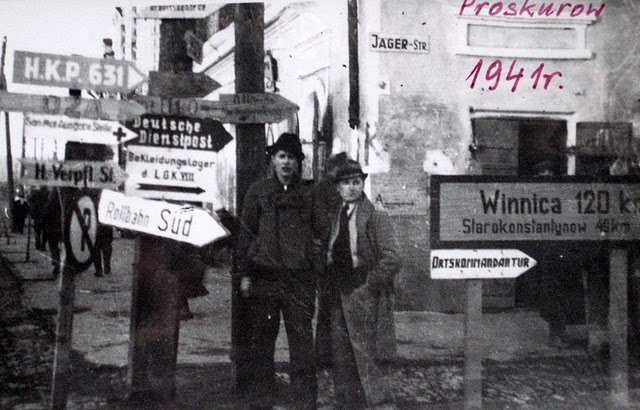
Carteles de señalización en alemán durante la ocupación nazi en 1941.

El 8 de julio de 1941, la ciudad fue ocupada por tropas alemanas. El 1 de septiembre de 1941, Proskuriv se convirtió en el centro administrativo del distrito del mismo nombre como parte del Distrito General de Volyn-Podolia. Al mismo tiempo, el movimiento de Resistencia estuvo activo en la ciudad durante la ocupación. El 14 de diciembre de 1941, se estableció el gueto de Proskuriv en la ciudad. Incluía los distritos judíos de la ciudad, que estaban cercados con alambre de púas: desde el Bug sur en la calle Kamyanetskaya hasta la calle Podilskaya y a lo largo de ella hasta la calle Proskurivskoho Podpillya y Bug Sur. Hoy es la parte central de la ciudad.
También al noreste de Proskurov estaba el gueto de Leznevo, en ese momento Leznevo era un pueblo separado (desde 1963 ha sido uno de los barrios de la ciudad). La población civil de la ciudad, que estaba en el gueto, se vio obligada principalmente a trabajar en las obras de construcción y reparación de la carretera Proskuriv - Vínnitsa. Estaba ubicado en los antiguos establos de la granja colectiva en las afueras del este del pueblo. A 500-600 metros de él, desde 1942 los nazis llevaron a cabo ejecuciones masivas de judíos no solo en el Lezniwski sino también en el gueto de Proskuriv. Hoy, se ha erigido un letrero conmemorativo en el lugar de la muerte de casi 9000 personas.
A principios de octubre, fueron ejecutados los residentes del gueto de Proskuriv. El 30 de noviembre de 1942, los prisioneros de los campos de trabajo judíos y los especialistas allí detenidos también fueron fusilados. Junto con los judíos locales, la población judía de las aldeas circundantes recibió disparos en Proskurov: Mykolayiv (800 personas recibieron disparos), la aldea de Chorny Ostrov (1172 personas recibieron disparos), Felshtin y otros asentamientos. En total, 9500 judíos murieron a manos de los ocupantes, o el 58 por ciento de la población judía de la ciudad.
En enero de 1942, se estableció el campo de concentración Stalag 355 en Proskurov, que funcionó hasta noviembre de 1943. El descubrimiento de lugares de exterminio masivo de ciudadanos soviéticos y prisioneros de guerra comenzó inmediatamente después de la liberación de la ciudad. Había una Comisión Estatal Extraordinaria para Investigar los Crímenes de los Invasores nazis. Los miembros de la comisión entrevistaron a un gran número de testigos presenciales y testigos e identificaron los lugares de exterminio de la población de la ciudad y los prisioneros de guerra.

### Actualidad

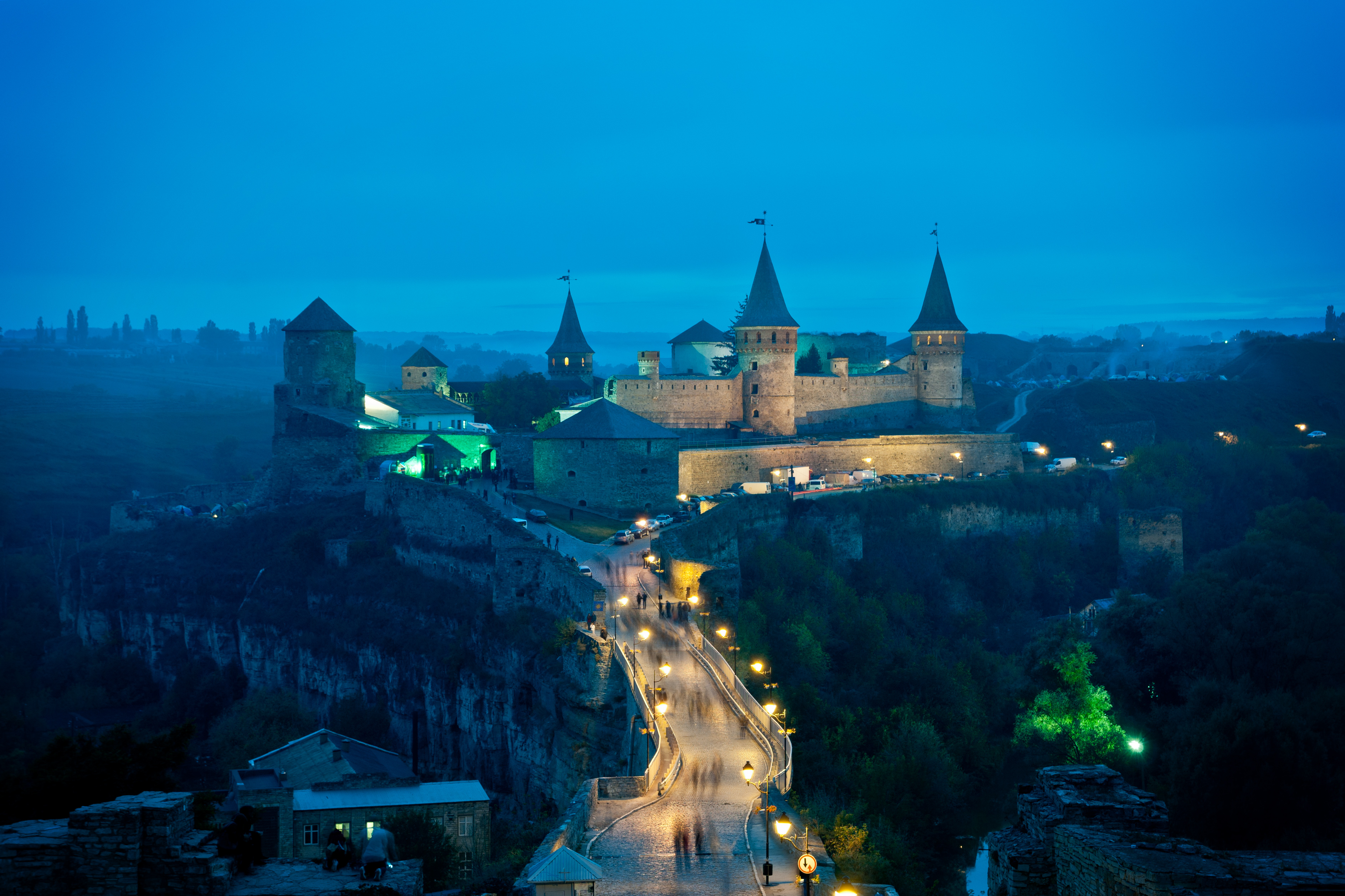
Fortaleza antigua de Jmelnitski

En 1991, la ciudad de Jmelnitski apoyó la proclamación de la Ucrania independiente, habiéndose movido a condiciones económicas fundamentalmente diferentes, la ciudad pudo mantener el desarrollo progresivo de la ciudad, reorientada hacia un nuevo modelo económico capitalista, Jmelnitski se convirtió en ese momento en uno de los centros comerciales más grandes de Europa del Este; ahora hay un complejo de mercado completo, que cubre un área de más de 18 hectáreas e incluye 24 mercados independientes.
El 21 de noviembre de 2013 comenzaron las protestas y mítines en Jmelnitski debido a la suspensión del proceso de preparación para la firma del Acuerdo de Asociación entre Ucrania y la Unión Europea, protestas que fueron parte del Euromaidán, más tarde los residentes de Jmelnitski se unieron a las protestas en Kiev, entre los cuales estaban los estudiantes de la Jmelnitski IAPM, la Academia de Humanidades y Pedagógica, la Escuela de Música, la Escuela Politécnica y otras instituciones que organizaron comités de huelga.

## Demografía
| 1897   | 1907   | 1920   | 1926   | 1939   | 1943   | 1959   | 1970    | 1979    | 1989    | 2001    | 2012    | 2013    | 2014    | 2020    | 2022    |
| ------ | ------ | ------ | ------ | ------ | ------ | ------ | ------- | ------- | ------- | ------- | ------- | ------- | ------- | ------- | ------- |
| 22 855 | 26 200 | 19 000 | 27 000 | 37 000 | 12 510 | 62 473 | 112 959 | 171 801 | 236 938 | 253 994 | 263 703 | 264 989 | 266 612 | 273 895 | 274 452 |

Según una encuesta realizada por el Instituto Republicano Internacional en abril-mayo de 2023, el 88 % de la población de la ciudad hablaba ucraniano en casa, y el 9 % hablaba ruso.

## Administración de la ciudad

### Gobierno local
| Administración gubernamental de Jmelnitski |
| --- |
| - Períodos electorales: Cada 5 años - Próximas elecciones: 2025 - Centro administrativo: Ayuntamiento de Jmelnitski - Alcalde: Oleksandr Shymchyshyn - Partido político: Svoboda |

### Organización territorial

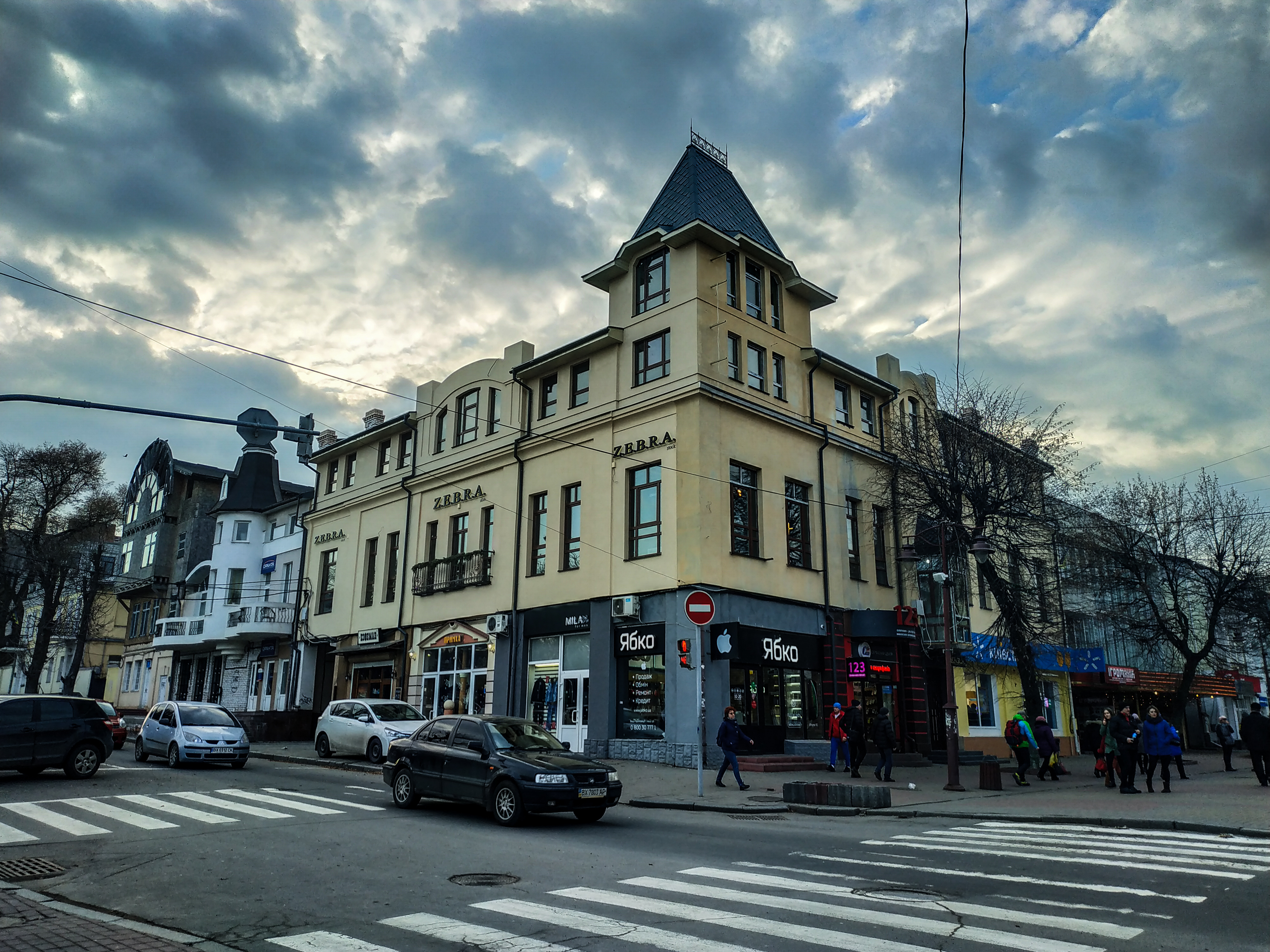
Calle de Proskuriv

Jmelnitski no está dividida «oficialmente» en distritos aunque es posible identificar 10 barrios:
| Grechany | Dubove   | Zarichchya | Knyzhkivtsi | Lezneve |
| Ozerna   | Suroeste | Rakove     | Ruzhichna   | Central |

Actualmente, se están construyendo nuevos distritos en las afueras de la ciudad, como Dyvokray, Vidradny entre otros.

## Geografía

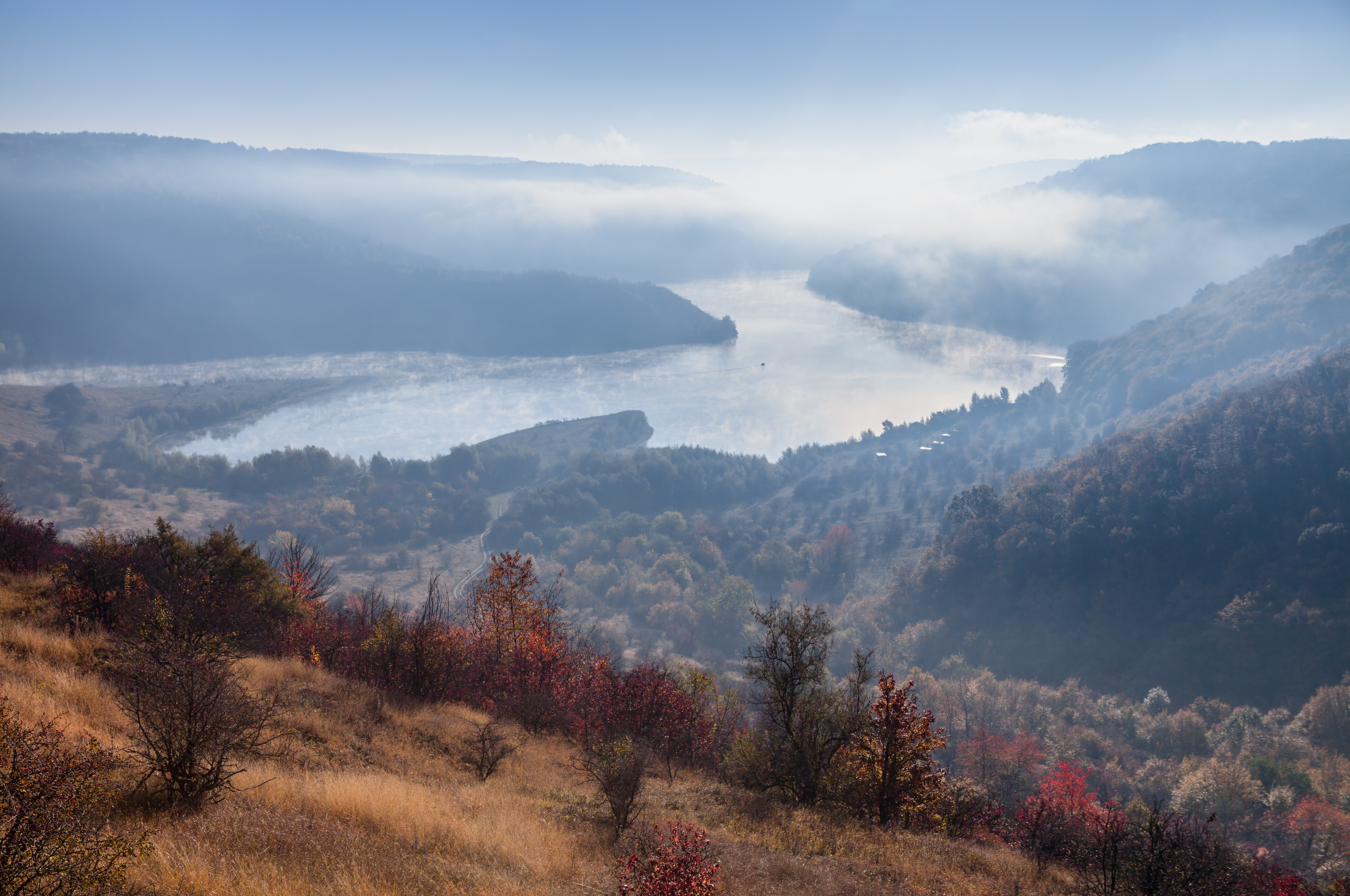
Parque nacional Podilski Tovtry, Óblast de Jmelnitski

Jmelnitski es el centro regional de la Óblast de Jmelnitski que se encuentra en la parte occidental de Ucrania en el centro de Podolia, su área total es de 8624 hectáreas. Jmelnitski tiene una posición geográfica favorable. Jmelnitski es atravesado por uno de los ríos más largos de Ucrania: el Bug del Sur. Casualmente, a través de la parte occidental de la ciudad fluye el pequeño río Ploska.
El clima de Jmelnitski es moderadamente continental. La temperatura media de Jmelnitski en su mes más cálido (julio) es de 20 a 22 °C y la temperatura media en el mes más frío (enero) es de -5 a -6 °C. Las temperaturas máximas en el verano en promedio alcanzan los 36 a 38 °C, y las temperaturas mínimas en el invierno en promedio son de -24 a -30 °C. La temperatura media anual de Jmelnitski es de 7 a 8 °C. La precipitación anual media de Jmelnitski es de 510 a 580 mm.

### Biodiversidad

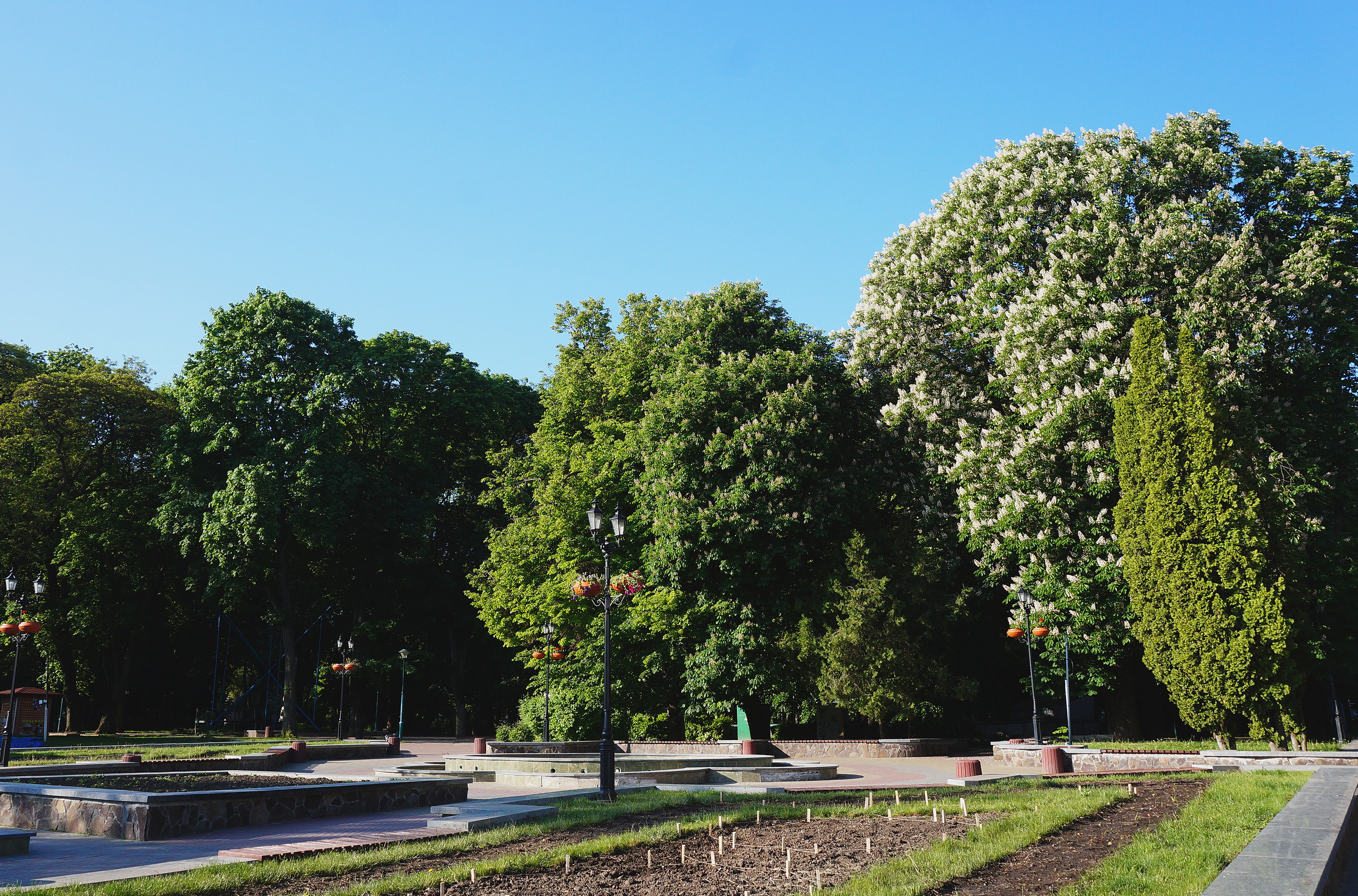
Parque Shevchenko

La composición más abundante del suelo en Jmelnitski son las capas de la siguiente sobrecarga: loess y rocas de tipo loess. Las condiciones climáticas del suelo de Jmelnitski son favorables para el cultivo de trigo y centeno de invierno, remolacha azucarera, papa y otros cultivos. Jmelnitski también es ideal para el desarrollo de la jardinería y el cultivo de hortalizas. En el territorio de Jmelnitski se encuentran las vegetaciones de dos zonas geobotánicas de Ucrania: Polissya y estepa forestal. Jmelnitski y su región más grande suministran muchos productos de roca, particularmente materiales de construcción como: piedra caliza, yeso, tiza, polvo de Trípoli, capas de cristal (granitos, gneis), arena, areniscas y también grafito, saponita, caolín, fosforita, piedra litográfica y pizarra para techos. También hay depósitos de turba, betún, pizarra y petróleo.

### Hidrografía

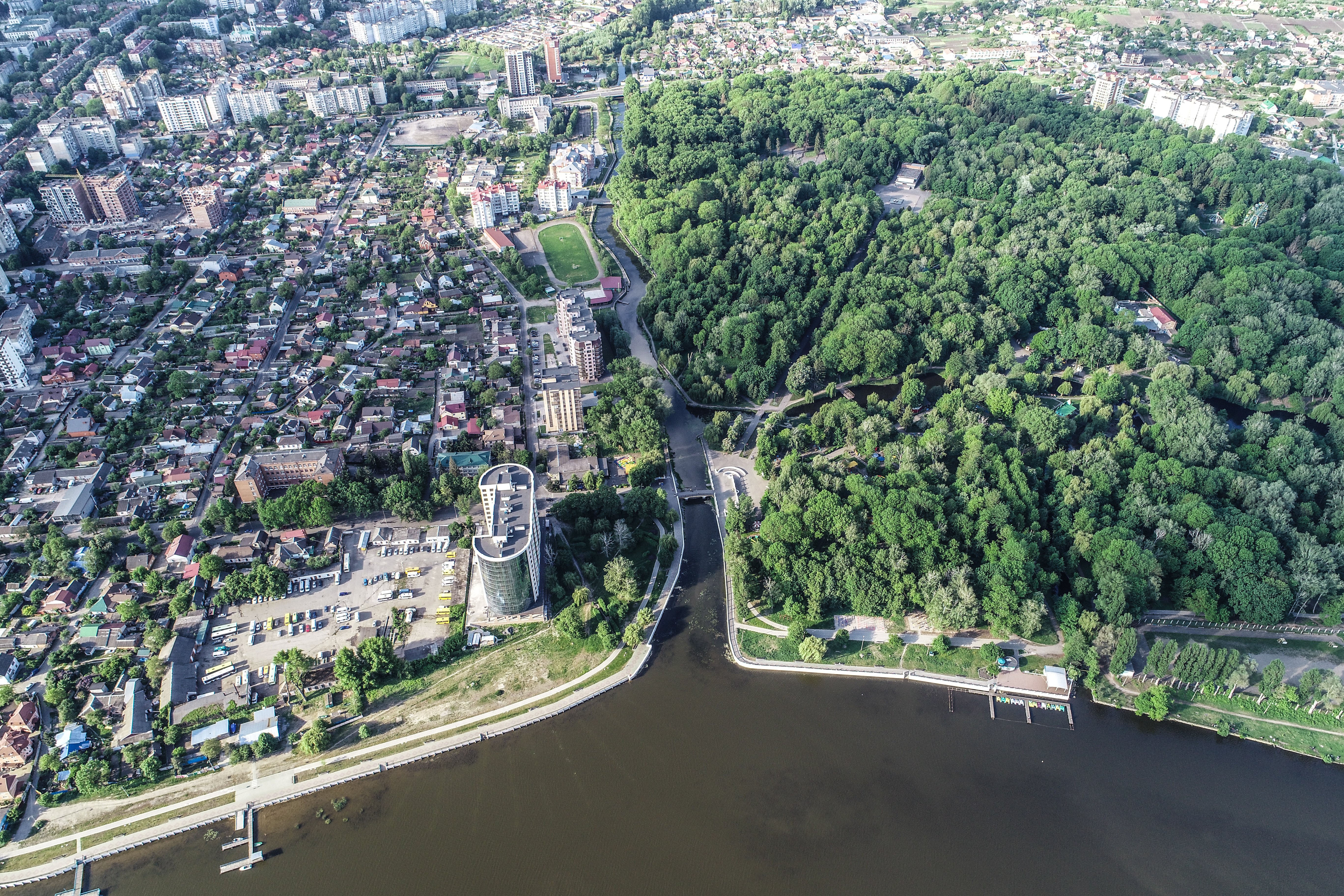
Parque de la cultura.

En la ciudad fluye el río Ploska, que es un afluente del Bug Meridional, que también fluye en la ciudad. El Ploska es un pequeño río que tiene su recorrido desde oeste hasta el este y fluye en la parte occidental de la ciudad en el área de Grechan y es la decoración del mayor parque de la ciudad. El Bug Meridional es el segundo río más grande de la región, que desemboca en el mar Negro. Su longitud es de 792 km. Desempeña un papel constante en la energía hidroeléctrica, el riego de campos y la piscicultura. Tiene su origen en las afueras del pueblo, en Jelly, en el distrito de Volochysk. Aquí había un gran lago, al que la gente llamaba Madre de Dios. La región de Jmelnitski comprende los tramos superiores del río de 120 km de largo.
El río jugó y sigue desempeñando un papel importante en la economía nacional, como lo demuestran las crónicas históricas los antiguos griegos, que conocían la región como Hypanis.

## Infraestructura

### Economía
Hasta 1920, la economía de Jmelnitski estaba sostenida principalmente por la industria semi-artesanal (alimentos), actualmente la ciudad es un centro industrial.
Las empresas producen una gran cantidad de productos industriales, esto es debido a la gran cantidad de condiciones favorables para el desarrollo de la industria en Jmelnitski: una cantidad suficiente de recursos laborales, minerales no metálicos y materias primas agrícolas, sobre esta base se formaron las ramas de la industria alimentaria, ligera, construcción de maquinaria y producción de materiales de construcción. También se desarrollan industrias de carpintería, combustibles y energía, química y otras. Un lugar importante entre las industrias es la ingeniería mecánica, que tiene un ritmo de desarrollo rápido y una estructura bastante compleja, las empresas de esta industria producen máquinas, equipos de forja y prensado, transformadores, herramientas para cortar madera, arados, maquinaria agrícola, cables y productos eléctricos. Las empresas más grandes de la región son las asociaciones de producción Ukrelektroaparat, Kation, Termoplastavtomat, equipos de forja y prensado, fábricas de subestaciones transformadoras y tractoras.

### Educación
Jmelnitski cuenta con 6 universidades, 2 academias, 3 institutos, 12 colegios, 4 escuelas técnicas y 15 oficinas de representación de otras IES de Ucrania.
La primera biblioteca de Jmelnitski apareció en 1901. Hoy en Jmelnitski hay 19 bibliotecas que ofrecen a los alumnos, estudiantes y ciudadanos una amplia gama de literatura. La ciudad tiene un sistema de bibliotecas centralizado; 10 para adultos y 5 para niños.

### Sanidad
El 19 de octubre de 2018, se comenzó la construcción de un nuevo edificio médico y de diagnóstico del hospital infantil regional, después de lo cual la región recibirá una institución médica infantil en toda regla que brindará atención terciaria altamente especializada a los pacientes más jóvenes de la región. Los residentes de la región han estado esperando este evento durante muchos años, porque durante mucho tiempo la región de Jmelnitski siguió siendo la única región en Ucrania que no tenía un hospital infantil regional en condiciones. La cuestión se ha tratado durante mucho tiempo en todos los niveles, pero solo este año se asignaron finalmente 30 millones de grivnas del presupuesto regional y 10 millones de grivnas del fondo estatal de desarrollo regional, gracias al cual fue posible iniciar la construcción de un nuevo edificio.

### Transporte
Jmelnitski tiene infraestructura para conexiones de transporte con Moscú, Praga, Bratislava, Varsovia, Budapest, Belgrado y todas las principales ciudades de Ucrania. La distancia de Jmelnitski a Kiev por ferrocarril se estima en 366 km y por carretera se estima en 384 km. Las carreteras de conexión entre Kiev-Leópolis, Odesa-Leópolis y Chernivtsí-Kiev pasan por Jmelnitski. La ciudad es servida por el aeropuerto Jmelnitski Ruzhychna, el aeropuerto de Jmelnitski tiene una pista de 2200 metros y en el aeropuerto hay un punto de control para cruzar la frontera estatal de Ucrania.

#### Transporte urbano

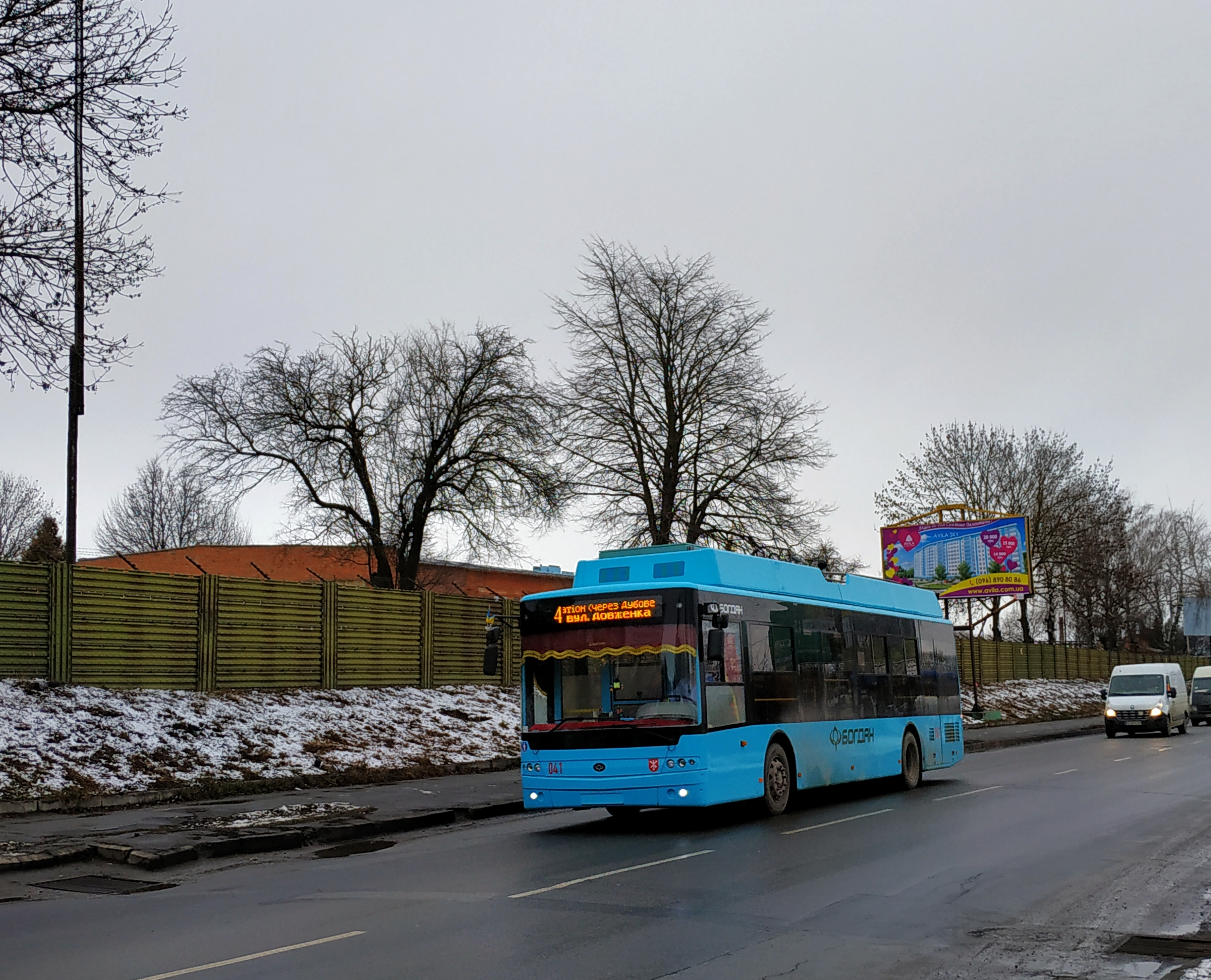
Trolebús de Jmelnitski

El trolebús de Jmelnitski es un sistema de trolebuses de Ucrania que opera en el centro regional de Jmelnitski. El propietario de la red de trolebuses es la ciudad, la provisión de transporte de pasajeros es proporcionada por KP Electrotrans.
El trolebús en Jmelnitski es uno de los tipos de transporte público más utilizados de la ciudad, cubre tanto el centro de la ciudad como las afueras de la ciudad. En 2012, 39,4 millones de pasajeros fueron transportados en trolebuses y autobuses. El primer billete de trolebús vendido en Jmelnitski fue el 7 de noviembre de 1929, hace más de 80 años.
En 1899, David Volkovich Nirenberg, un comerciante de Jmelnitski, mientras estaba de negocios en Zhitómir, presenció casualmente la apertura del tráfico de tranvías en esta ciudad, este evento causó una impresión inolvidable en Nirenberg e inmediatamente puso la idea de organizar un servicio de tranvía en Jmelnitski, su ciudad natal. Pero en ese momento no se podía hablar de tranvía, porque la ciudad no tenía red eléctrica ni central eléctrica. Sin embargo, Nirenberg estaba tan fascinado con la idea que poco a poco desarrolló un «Plan para la construcción del ferrocarril eléctrico de la ciudad» y, siendo un hombre influyente (comerciante dedicado a un negocio bastante lucrativo: venta al por mayor de azúcar y tabaco), comenzó a presionar a las autoridades de la ciudad para que se electrificaran lo antes posible.
En la primavera de 1910, el ayuntamiento convocó un concurso para la instalación de electricidad en la ciudad, al concurso asistieron proyectos de cuatro personas, incluido el comerciante Nirenberg. A diferencia de otros, solo en su proyecto, un elemento separado señaló que después de la construcción de una planta de energía y la iluminación en la ciudad, emprendió la construcción de un tranvía en Proskurov, incluso había una ruta planificada a lo largo de la cual tendrían que colocarse las vías del tranvía, esta ruta pasaba por el distrito filarmónico, la calle Proskurivska, la calle de Svobody y la calle de Shevchenko.
Sin embargo, en la competencia, las autoridades de la ciudad prefirieron el proyecto del ingeniero Rabinovych, que preveía la construcción de una planta de energía central, colocando una red de iluminación y conectando a todos los consumidores de electricidad interesados. Prevaleció el pragmatismo ordinario; después de todo, Rabinovych ofreció una serie de beneficios para la iluminación de las calles de la ciudad y para las instituciones presupuestarias (iluminación gratuita del ayuntamiento, jardín de la ciudad, biblioteca pública, etc.). Nadie mencionó siquiera la posibilidad de tener un tranvía durante la votación.

#### Transporte ferroviario

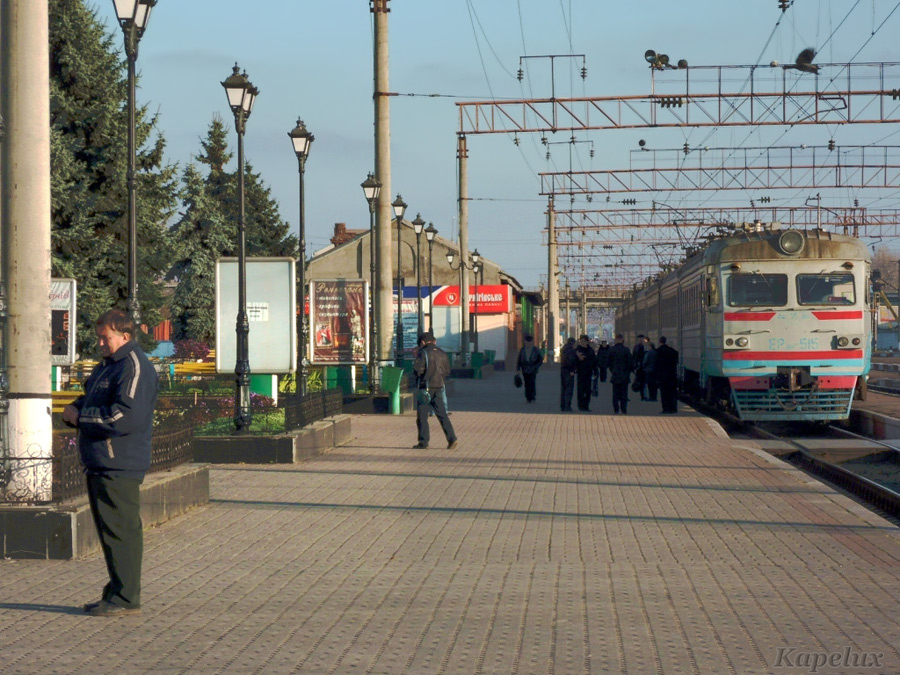
Estación de Jmelnitski

En 1870, tuvo lugar un evento significativo en la historia de Jmelnitski, que influyó significativamente en el desarrollo posterior de la ciudad: se completó la construcción de la línea ferroviaria Zhmerynka-Proskuriv-Volochysk. Simultáneamente con la construcción de la estación, se construyó una estación de tren, que inmediatamente ocupó un lugar destacado en la vida de la gente de Jmelnitski. Durante la Segunda Guerra Mundial, los edificios de la estación (incluida la estación de tren) sufrieron graves daños, y en los años de la posguerra surgió la cuestión de construir una nueva estación de tren. Así, en 1951-1952, se demolió la primera estación y se construyó una nueva en su lugar. En 1984 se llevó a cabo otra reconstrucción completa de la estación.
Las paradas de ferrocarril desempeñan un papel importante en la infraestructura de transporte de la ciudad, que alivian la estación central de la saturación de personas.

#### Transporte aéreo

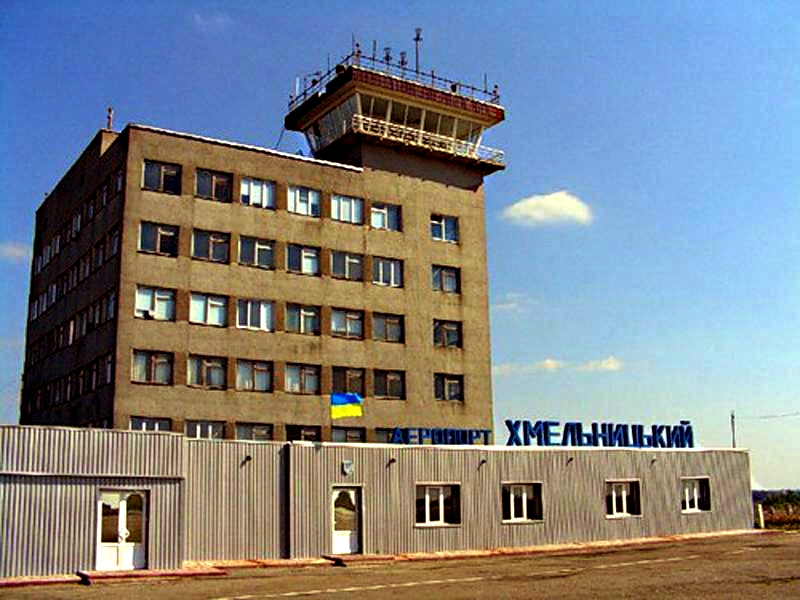
Aeropuerto de Jmelnitski

En la ciudad opera el aeropuerto Jmelnitski. De hecho, la aerolínea se fundó y comenzó a trabajar de forma independiente el 10 de marzo de 1984. La rama regional de Jmelnitski de la aerolínea estatal de Ucrania fue establecida por la Orden del Ministerio de Transporte de Ucrania N.º 448 del 26 de noviembre de 1993. Jmelnitski Airlines fue establecida por la Orden del Departamento de Estado de Transporte Aéreo de Ucrania N.º 134 del 20 de diciembre de 1994. La empresa aérea Jmelnitski «Podillya-Avia» se estableció de conformidad con la decisión de la Junta del Ministerio de Transporte de Ucrania N.º 84 de fecha 18 de marzo de 1998.

### Turismo
- La calle Proskurivska: es una calle peatonal en el centro de la ciudad, conserva edificios de finales del siglo XIX y principios del siglo XX en los estilos modernista, eclecticismos, barroco y piedra, características exclusivas de Jmelnitski.
- La casa de la antigua escuela real Oleksiyivske (ahora es el edificio del Comité Ejecutivo de la Ciudad).
- La casa de O. Brusilov (ahora es la Casa de los eventos ceremoniales).
- La iglesia de la Natividad de la Virgen (la primera construcción de piedra de la ciudad).
- Catedral de la Protección.
- Iglesia de San Jorge.
- Iglesia Andriy Pervozvannyi en el distrito Dubovo.

## Cultura

### Arquitectura
Jmelnitski se caracteriza por una planificación clara, y aunque tradicionalmente la arquitectura de la ciudad no se destaca particularmente en la literatura, en Jmelnitski hay edificios bastante antiguos e interesantes, especialmente en el centro histórico, en particular, en la calle Proskurivska. Aquí vale la pena prestar atención al edificio Ukrtelecom, el Teatro de Marionetas, el edificio del cine Planeta, los edificios de la ciudad y los consejos regionales, la oficina regional de alistamiento militar y la casa de eventos solemnes. En general, Jmelnitski sobrevivió a tiempos difíciles en el siglo XX ya que se destruyeron docenas de monumentos arquitectónicos del pasado.
El Jmelnitski moderno tiene esculturas y monumentos muy originales hechos por padre e hijo Mykola y Bohdan Mazura, escultores de honor de Ucrania. En la moderna Jmelnitski se han erigido más de dos docenas de monumentosy memoriales.

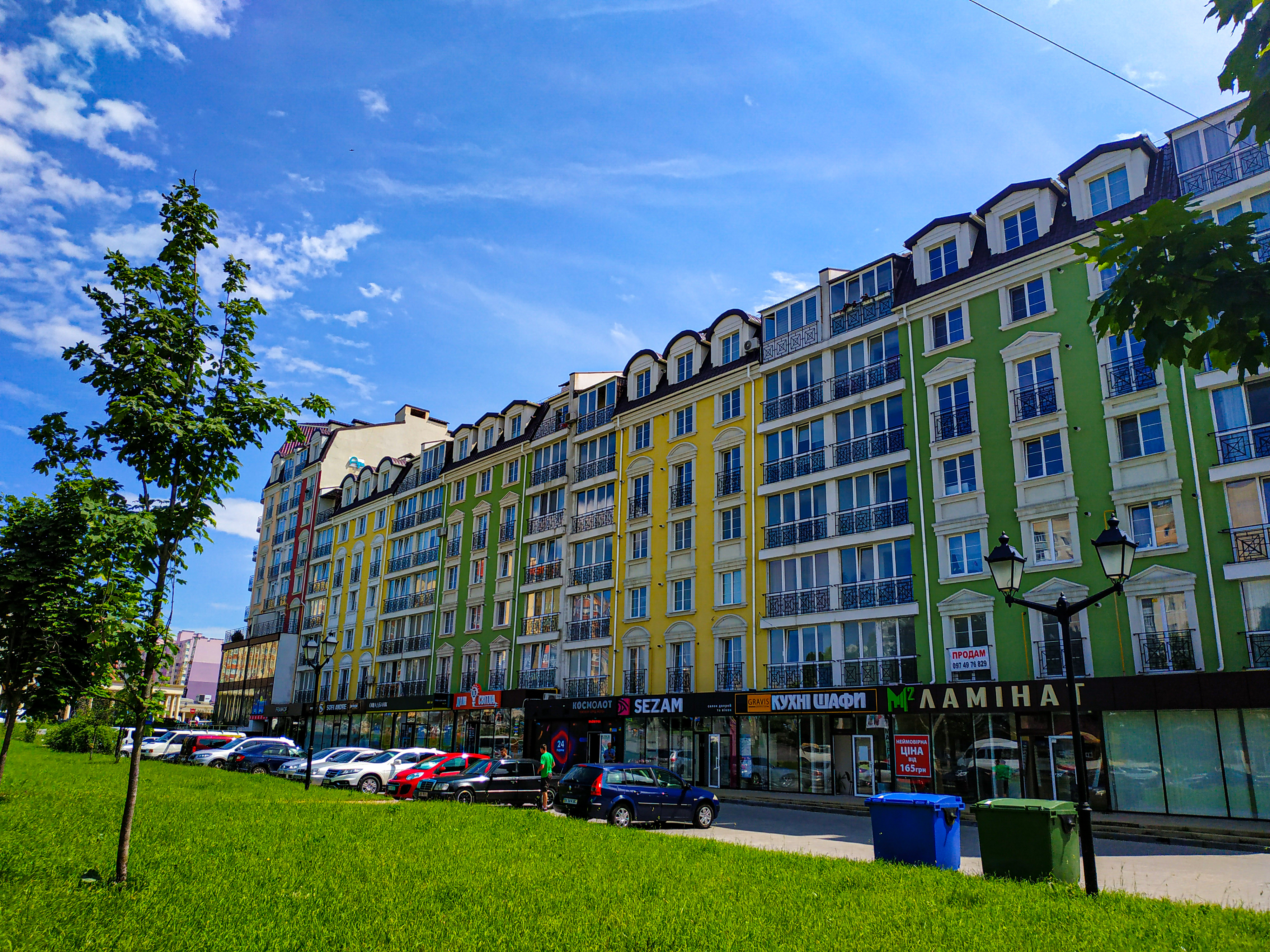
Calle de Panás Myrnoho
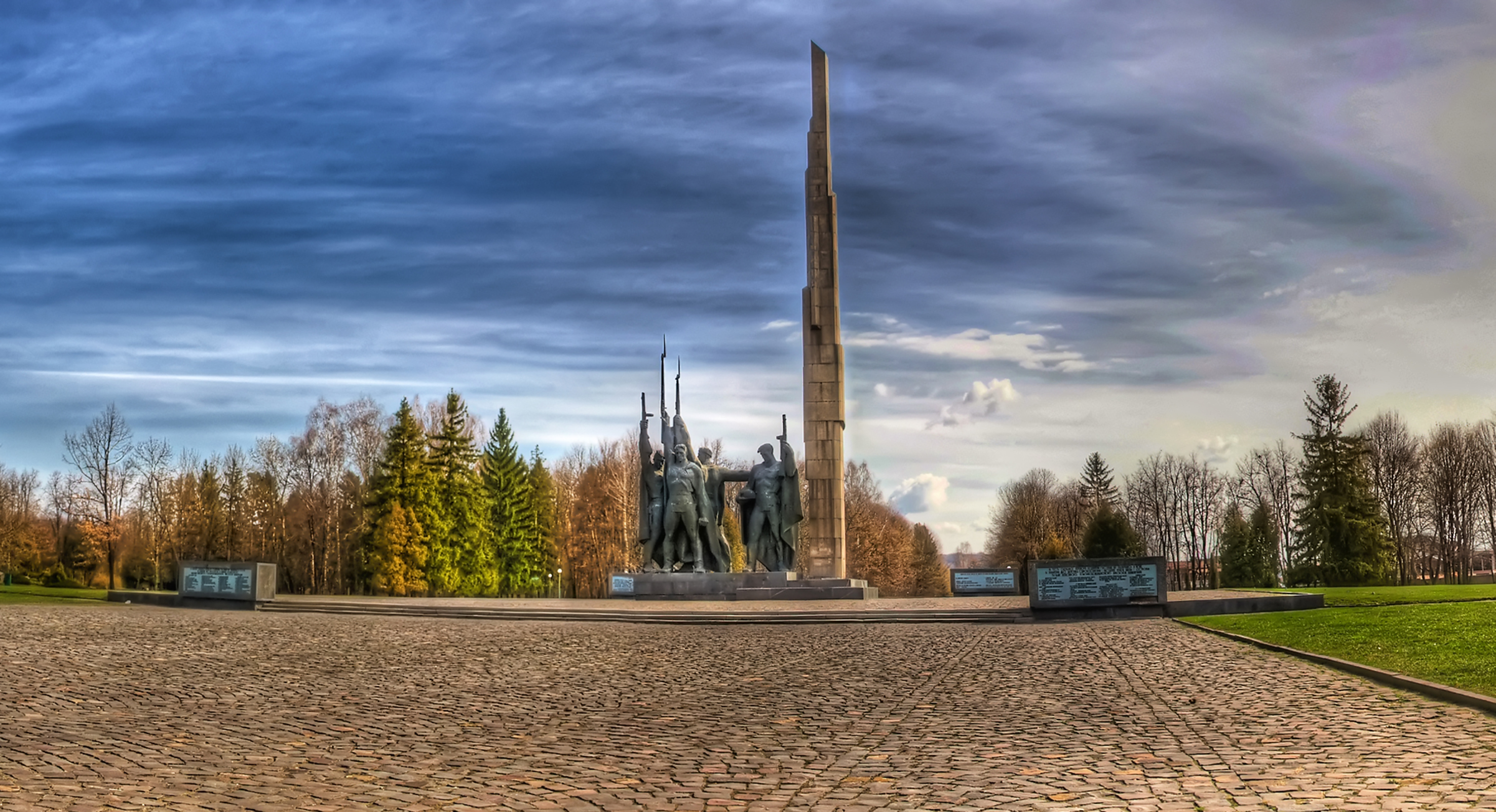
Dendropark
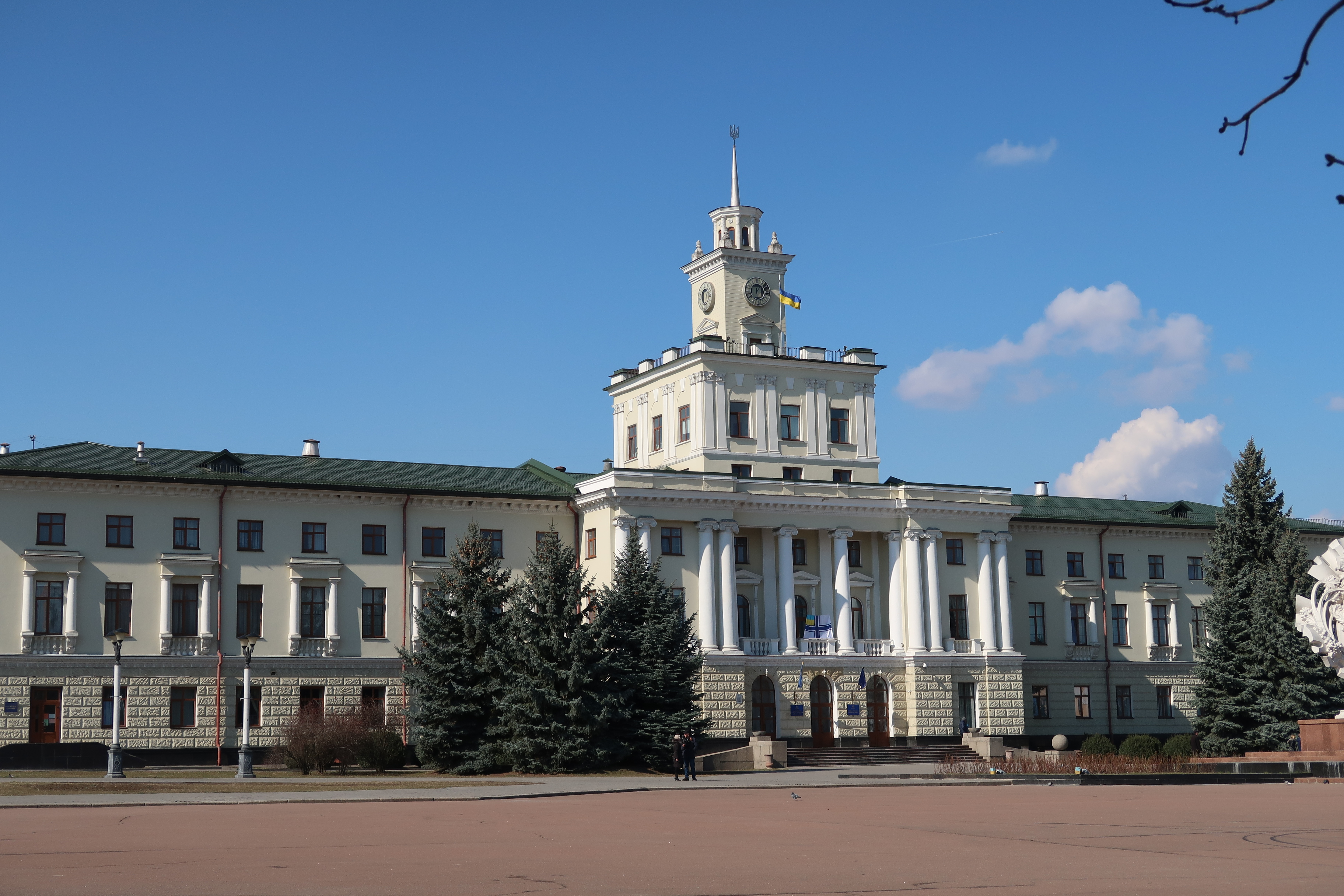
Edificio de la administración del distrito
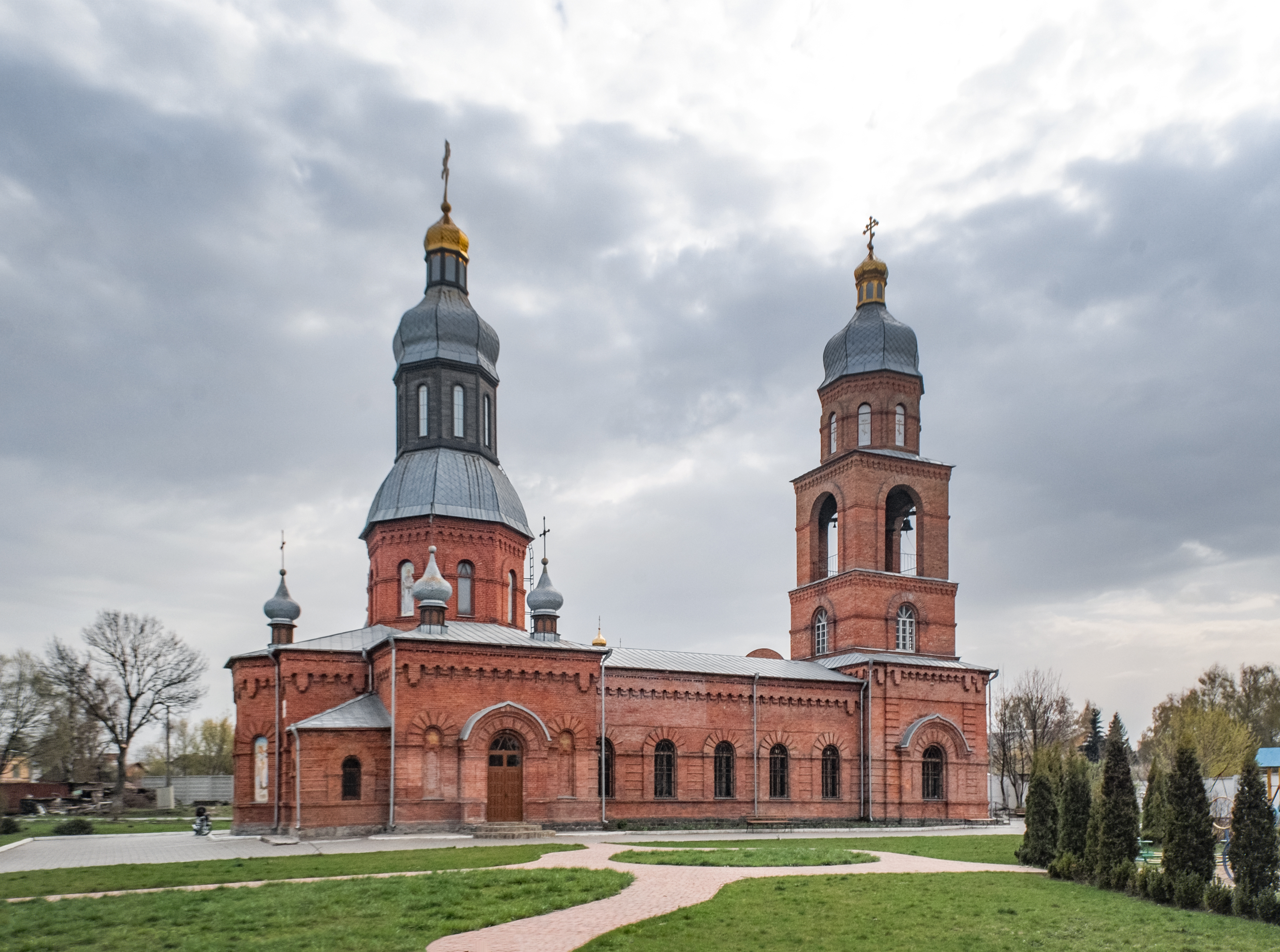
Iglesia de San Jorge
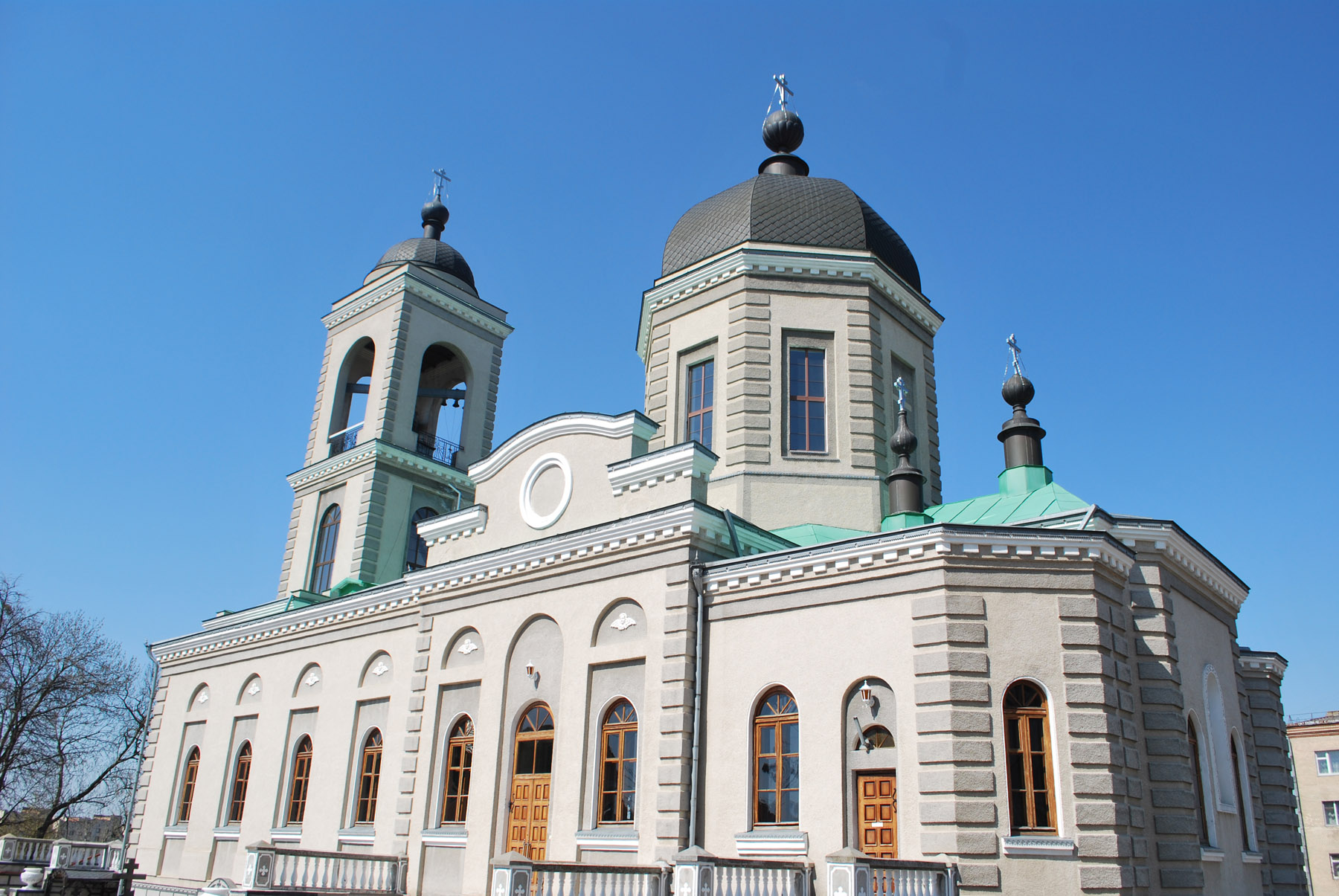
Catedral ortodoxa de Jmelnitski

### Deporte
El equipo local de fútbol es el Fútbol Club Podillya Jmelnytskyi. En la propiedad comunal de la comunidad territorial de la ciudad de Jmelnitski hay 3 escuelas deportivas de la ciudad para niños y jóvenes, en las que se practican nueve tipos de deporte. La base deportiva de la ciudad tiene 418 centros deportivos como parte de 3 estadios: «Podillya», estadio de CYSS N.º 1 «Locomotora», 6 campos de fútbol, 157 campos deportivos, 24 campos de tiro, 5 piscinas (una de 25 metros), 76 gimnasios, 2 campos de atletismo, 31 áreas de juegos con equipo de ejercicio y 17 canchas de tenis.
Más de 20 000 personas participan en la cultura física y los deportes en Jmelnitski, de las cuales unas 9500 están en la sección CYSS, la escuela de deportividad superior y clubes deportivos.

## Ciudades hermanadas
| País                                  | Ciudad       | Fecha |
| ------------------------------------- | ------------ | ----- |
| Bandera de Estados Unidos             | Modesto      | 1987  |
| Bandera de Bulgaria                   | Silistra     | 1992  |
| Bandera de Serbia                     | Bor          | 1995  |
| Bandera de Moldavia                   | Bălți        | 1996  |
| Bandera de Polonia                    | Ciechanów    | 1996  |
| Bandera de Suecia                     | Kramfors     | 1997  |
| Bandera de la República Popular China | Shijiazhuang | 1998  |